# Dissosteira
Dissosteira là một chi côn trùng trong họ Acrididae. Các loài trong chi này thường xuất hiện ở vùng Bắc Mỹ.

## Các loài
- Dissosteira carolina (Linnaeus, 1758)[2]
- Dissosteira longipennis (Thomas, 1872)
- Dissosteira pictipennis Bruner, 1905
- Dissosteira spurcata Saussure, 1884